# John Defares
Drs. John A. Defares is een Surinaams politicus. Hij diende als minister van Transport, Communicatie en Toerisme (TCT) van 1991 - 1996 in het kabinet-Venetiaan I voor de Surinaamse Partij van de Arbeid.

## Ministerschap
Na de vrij chaotische tijd van het kabinet-Kraag dat door de telefooncoup aan de macht kwam, werd het ministerie van TCT bij Staatsbesluit (her)ingesteld en Defares werd minister onder tamelijk moeilijke omstandigheden. Na de SLM-ramp mochten Surinaamse vliegtuigen niet meer in Amerika landen. Na het Structurele AanpassingsProgramma (SAP) waren er niet eens genoeg bussen meer op het openbaar vervoer behoorlijk op gang te houden. Er waren problemen in de telecommunicatie en het toerisme was vrijwel verdwenen.
Defares trachtte iets te doen aan de ontoereikende infrastructuur op het gebied van telecommunicatie in het land. Er werd optische vezel aangebracht en gedigitaliseerd en er was een optischevezelring rond Paramaribo met SDH-technologie aangelegd. Maar Telesur, de Surinaamse telefoonmaatschappij was afhankelijk van producenten als NEC, Nortel, AT&T and STS omdat het land geen apparatuur voor telecommunicatie produceerde. Het ontbrak het land ook aan geld voor investeringen en Defares trachtte het Braziliaanse CACEX, de Nederlandse PTT en anderen erin te interesseren in Surinaamse telecommunicatie te investeren. Hij maakte zich ook grote zorgen over het imago van de Nationale Scheepvaartmaatschappij Suriname SMS, omdat hij vond dat Suriname vooral niet als onbetrouwbare partner moest overkomen.
Defares moest nadat Venetiaan de verkiezingen in 1996 verloren had, het veld ruimen voor een van Bouterses trouwste revolutionairen, Dick de Bie.

## Havenbeheer
Later, toen zijn partijgenoot Guno Castelen minister van TCT geworden was, werd hij directeur van de N.V. Havenbeheer. In 2013 ging hij na twaalf jaar met pensioen en droeg hij Havenbeheer over aan de voorzitter van het Wetenschappelijk Bureau van ABOP, Talea. Hij had goed werk geleverd. In 2011 kreeg hij daar ook van de kant van de Caribische Scheepvaart Associatie erkenning voor. Zijn haven werd tot de beste van het Caribisch Gebied uitgeroepen. Dit was ook waarom Bouterse hem nooit vervangen had, maar nu was er druk uit de ABOP om hem, een belangrijk SPA-man vervangen te zien.